# スズキ・GSX-R
GSX-R（ジーエスエックス-アール）とは、スズキが製造しているオートバイのシリーズである。
1984年、4ストローク直列4気筒エンジンを搭載したGSX-R（排気量398cc）が発売され、以降はレーサーレプリカおよびスーパースポーツの車種として排気量別に数車種が生産されている。なお現在は日本国外市場向けの車両（1,000cc、750cc、600cc、150cc、125cc）のみ発表されている。

## モデル一覧

### GSX-R250 / R250R / 250Sコブラ
GSX-R250とは、1987年から1989年にかけてスズキが製造していた普通自動二輪車（軽二輪）である。

### GSX-R400
GSX-R400は1984年（昭和59年）に最初のモデルが発売されたが、当初は排気量を表す400の数字は車名に付かず、'GSX-R'のみであった(後述)。スズキが先に発売したRG250Γ（ガンマ）と同様、アルミ合金をフレームの構造材に用いたことにより、152 kgという当時としては驚異の乾燥重量を誇った。当時のスズキは馬力競争に積極的に参加しており、59馬力の最高出力は400 ccクラス最大で、この値が後の400 ccクラスの自主規制値となった。この初期型GSX-Rの乾燥重量152 kg・59馬力というカタログスペックは、現在に至るまで市販400 ccクラス・4気筒モデルにおける最軽量・最高値である。
初期モデルに排気量を示す400をつけなかった理由は「排気量を越えた性能」という意味合いから。1999年（平成11年）の生産終了までに、モデルチェンジと共に車名もGSX-R400→GSX-R400Rと変わっていった。
なお、同時期に販売されていた他社のレーサーレプリカモデル同様、モータースポーツ用ベース車輛としてSP（Sports Production）モデルも設定されていた。
1990年（平成2年）から販売されていたGK76型でのノーマル車とSPモデルの差異には、ギヤレシオのクロース化、フロントフォークの減衰力調整機構、リアショックアブソーバーの別体式リザーバータンク（マイナーチェンジで、STDモデルにものちに採用）、キャブレターの変更（口径33 mm→35 mm）、アッパーカウルのステッカーがあげられる。また、カラーリングについてはSTDが3色設定されたのに対し、SPモデルは青白のみであった。1991年（平成3年）以降はSP2なるモデルも設定されるが、これはSPモデルのギアレシオをSTDモデルと同一にしたものである。
なお、1990年式はL型、1991年式はM型、1992年式はN型と区分されるが、1993年（平成5年）のP型を最後に1999年（平成11年）のモデル廃止までマイナーチェンジは行われず、カラーリング変更のみとなっている。
本車種が登場した映像作品は、1987年（昭和62年）放送の『仮面ライダーBLACK』でBLACKが乗るロードセクター並びに南光太郎のバイクとしてGSX-R400、1992年（平成4年）放送の『恐竜戦隊ジュウレンジャー』のザウラーマシーン、1993年（平成5年）劇場公開の『仮面ライダーZO』でZOが乗るZブリンガーもGSX-R400Rがベースである。

### GSX-R600
| 2001 GSX-R600 |  | 2008 GSX-R600 |
| 2001 GSX-R600 |  | 2008 GSX-R600 |

GSX-R600は当初、1992年に登場したGSX-R750を海外輸出向けに排気量を小さくした派生モデルであったが、その後欧州での600ccクラスのレース活性化や、GSX-R750の国内正規販売が終了したことなどにより、次第にメイン車種としての開発が行われ、2006年型からはGSX-R600のエンジンをボア・ストロークアップすることによってGSX-R750が構成されるなど逆転し、その後600・750共にほぼ隔年でモデルチェンジを繰り返し、現在も日本国外向けに生産されている。
なおGSX-R600は、レース専用の「レースベース車」が台数限定でスズキ二輪から発売されていた。

### GSX-R750
GSX-R750とは、1985年からスズキが製造している大型自動二輪車である。4気筒エンジンの排気量が750ccに制限されていた時代のプロダクションレースでのレーサーベース車両であった。しかし、2022年にスーパースポーツ世界選手権のレギュレーションが改定され、4気筒排気量600cc以上でも公認されたことから、MotoAmericaでは当車をベースにスーパースポーツクラスに参戦している。

### GSX-R1000
GSX-R1000とは、2001年からスズキが製造している大型自動二輪車である。4気筒エンジンの排気量上限が1,000ccへと変更されてからのプロダクションレースでのレーサーベース車両として採用されている。

### GSX-R1100

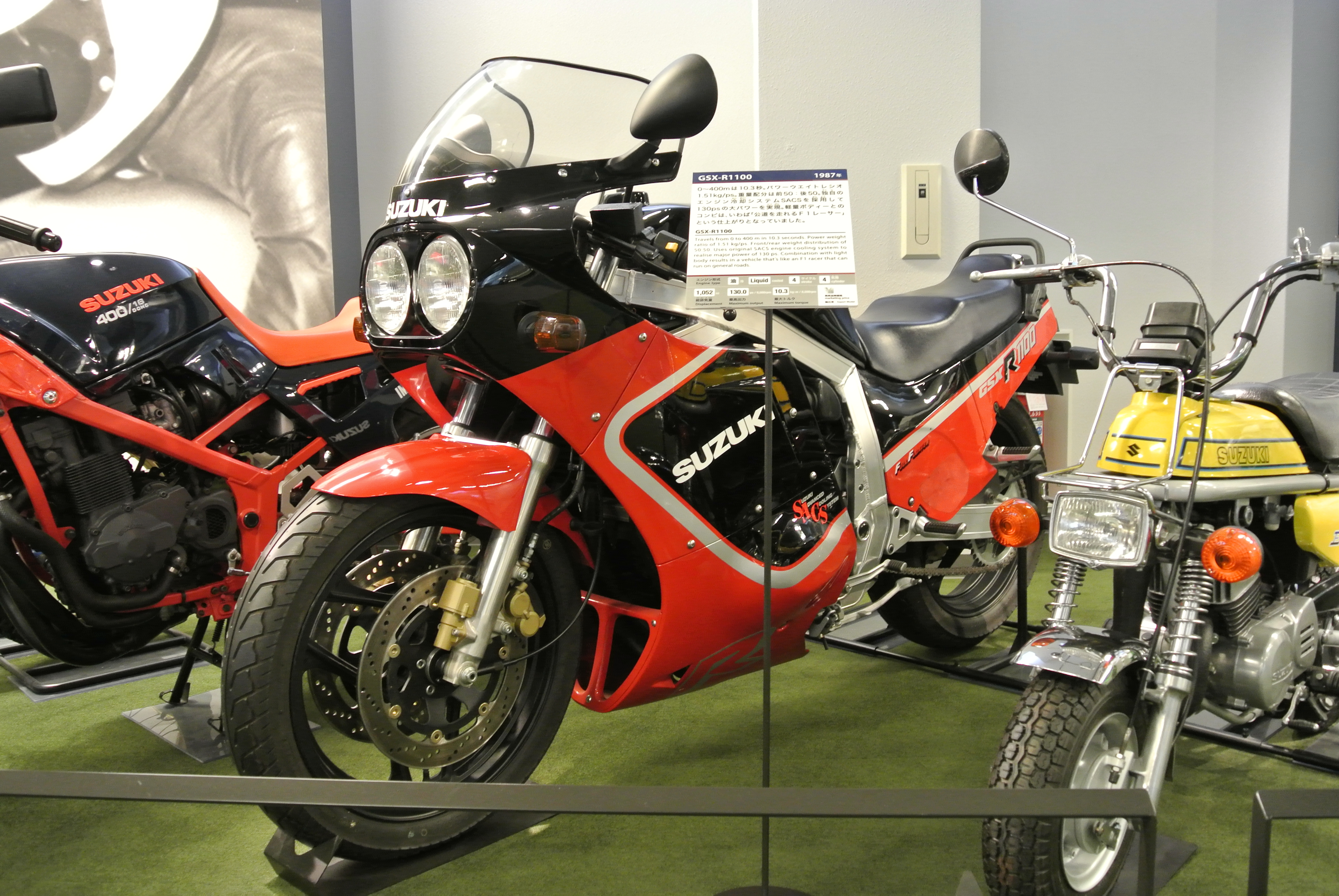
1987 GSX-R1100

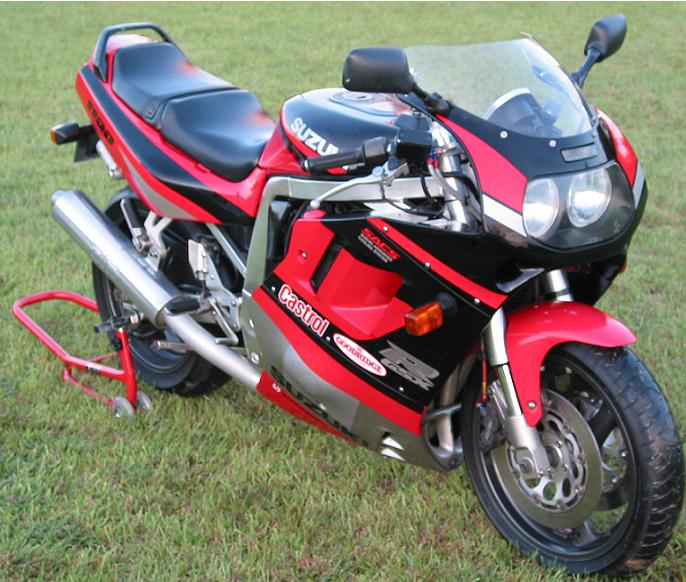
SUZUKI 1991 GSX-R1100

GSX-R1100はGSX-R750に1年遅れて1986年（昭和61年）に発売された、当時各社で争われていた世界最速を目指して開発された車両である。以後、1100の新型は基本的に750の1年遅れで投入された。1100は750と同じコンセプトの車体設計と外観を持ち、最初期モデルの乾燥車重は197 kgだった。このモデルが搭載する油冷エンジンは130馬力を発生し、この値は当時のTT-F1マシンと同等と言われた。しかしFZR1000・ZZR1100などのライバルに対抗するため、1988年（昭和63年）のリアホイール拡幅、1989年（平成元年）の排気量拡大、1991年（平成3年）のロッカーアーム変更など、ほぼ毎年のように改良が加えられて行った。
1100は750に対しホイールベースが長く、ハンドル位置も高く設定されており、高速ツアラーよりの色合いが強かった。油冷エンジンの最終形は145馬力を発生した。
1993年（平成5年）には前年改良の750と同様、水冷エンジンを採用した。このエンジンは155馬力を発生し、量産車としては最高のパワーを誇ったが、乾燥重量は231 kgとなった。
1995年（平成7年）にはマイナーチェンジを受け、重量は10 kg減った221 kgとなった。以後1998年（平成10年）までカラーチェンジを受けながら生産が継続され、これが最終モデルとなった。なお、1996年（平成8年）に750はツインスパーフレームを持つ新型にモデルチェンジされたが、1100はモデルチェンジを受けることはなかった。
GSX-R1100の販売を終了した翌1999年（平成11年）、スズキはハヤブサを市場に投入した。

### GSX-R125/150
GSX-R125は2016年10月のインターモトにおいて発表された、GSX-Rシリーズ最小排気量となる124ccモデルである。日本には2018年2月に導入された。エンジンは水冷単気筒DOHC4バルブを搭載する。
2016年11月には排気量を147ccに増大させたGSX-R150も発表した。こちらは日本未導入である。